# Canonici regolari di San Rufo
I canonici regolari di San Rufo furono una congregazione di chierici sotto la regola di sant'Agostino. Sorti ad Avignone nel 1039, furono soppressi nel Settecento.

## Storia
Le origini della congregazione risalgono al 1039, quando il vescovo di Avignone autorizzò quattro canonici del capitolo cattedrale a insediarsi nel santuario suburbano di San Rufo per condurre una vita religiosa: la comunità fu probabilmente la prima ad adottare la regola di sant'Agostino.
Le consuetudini di San Rufo, rimaneggiate attorno al 1100 dall'abate Lietberto, furono adottate da numerosi capitoli di Germania, Aquitania e Portogallo: la loro diffusione fu favorita dalla posizione geografica dell'abbazia-madre di Saint-Ruf (trasferita nel 1158 da Avignone a Valence), dal fatto che da essa provenivano i primi seguaci di san Bruno, consigliere di papa Urbano II, e dall'elezione al soglio pontificio di un canonico della congregazione, Nicholas Breakspear (Adriano IV).
Gli abati delle comunità che seguivano l'osservanza di San Rufo erano tenuti a una visita di obbedienza all'abbazia caput ordinis, mentre l'abate di Saint-Ruf aveva il diritto di visita dei monasteri e di conferma dell'elezione degli abati.
Nel 1760 la congregazione non contava che 33 religiosi e 9 case, tutte in Francia: nel 1772 la Santa Sede secolarizzò l'ordine e unì il suo patrimonio a quello di San Lazzaro, lasciando che la Commission des réguliers sopprimesse l'istituto.